# CD155
CD155 (рецептор полиовируса) — мембранный белок, клеточный рецептор суперсемейства иммуноглобулинов, представлен только у приматов. Продукт гена человека PVR.

## Функции
PVR/CD155 — трансмембранный гликопротеин из иммуноглобулинового суперсемейства. Известен под названием рецептор полиовируса из-за участия в инфицировании клеток приматов полиовирусом на первом этапе репликации. Физиолигическая роль белка — установление межклеточных адгезивных контактов между эпителиальными клетками. Роль белка в иммунной системе менее изучена, но CD155 может играть роль в гуморальном иммуннитете в кишечнике.
Внеклеточный домен связывается с белком внеклеточного матрикса витронектином, в то время как внутриклеточный домен связывается с лёгкой цепью динеина Tctex-1/DYNLT1.

## Структура
CD155 — трансмембранный белок, состоит из 417 аминокислот, молекулярная масса 45,3 кДа. Внеклеточная часть белка содержит три иммунноглобулиновых домена D1-D3 (D1 — V-типа, D2 и D3 — C2-типа), из которых D1 распознаётся полиовирусом.
Полная структура белка с низким разрешением была получена с помощью электронной микроскопии, а высокое разрешение структуры эктодоменов D1 и D2 было получено рентгеноструктурного анализа.